# Ibrahim Cissé
Ibrahim Cissé (Parigi, 2 maggio 1996) è un calciatore francese, difensore del Ferencváros.

## Caratteristiche tecniche
È un difensore centrale.

## Carriera
Ha esordito in Ligue 1 il 18 settembre 2019 disputando con la maglia dell'Angers l'incontro pareggiato 1-1 contro l'Amiens.
Nel 2023 si è trasferito al Ferencváros, club della prima divisione ungherese.

## Palmarès

### Club

#### Competizioni nazionali
- Campionato ungherese: 2

Ferencvaros: 2023-2024, 2024-2025